# Teatro Nicola Antonio Manfroce
(Giovan Battista Pacichelli, 1693)
Il cinema teatro Nicola Antonio Manfroce, già cinema teatro Sciarrone, è una struttura polivalente di Palmi, situata in via Rocco Pugliese di fronte alla piazza Giacomo Matteotti. 

## Storia
Le prime testimonianze di un teatro a Palmi risalgono al XVII secolo, quando l'abate Giovan Battista Pacichelli ebbe modo di annoverarlo tra le cose che vide in città, nel suo viaggio del 1693.
Agli inizi del XIX secolo, dopo le distruzioni causate dal terremoto del 1783, si pensò ad una ricostruzione del teatro cittadino. Un primo progetto fu steso nel 1817 dall'ing. Giuseppe Papalia, mentre un secondo progetto è del 1859.

### L'antico teatro
Nel 1870 venne finanziata dall'amministrazione comunale, con un mutuo di 425.000 lire, la costruzione del nuovo teatro cittadino. L'edificio, progettato dall'ing. D. Mezzatesta, fu inaugurato il 26 aprile 1893 con un'opera diretta da Francesco Cilea e preceduta dalla esecuzione della sinfonia L'Alzira, realizzata nel XVIII secolo da Nicola Antonio Manfroce. A quest'ultimo artista venne intitolato il nuovo teatro.
A seguito del terremoto del 1894 che colpì Palmi, la struttura non subì danni. Invece il terremoto del 1908 apportò gravi danni all'edificio che, pertanto, cessò di funzionare. Le sue rovine rimasero in piedi fino al totale abbattimento avvenuto nel 1938.
Intanto, negli anni venti, si era inaugurato il primo cinema cittadino, chiamato "Lux", all'interno di una struttura prefabbricata, ad opera dei soci Scarfone e Gullì. Alcuni anni dopo si avviò la costruzione di un secondo cinema, intitolato a Francesco Cilea, in un edificio liberty realizzato dalla famiglia Badolati.

### Il nuovo teatro
Nel 1950 l'imprenditore Rocco Sciarrone realizzò una nuova struttura teatrale a poche decine di metri di distanza dal sito dove un tempo sorgeva il vecchio teatro Manfroce, e la nuova struttura prese il nome del suo costruttore.
Inaugurato nel 1955, in quel periodo il teatro era l'unico in Calabria dove si potessero montare scenografie mobili e rotanti, ed inoltre la struttura fu adibita anche a cinema. Nel teatro Sciarrone, nel corso degli anni, si esibirono artisti quali Adriano Celentano, la rivista di Marino Marini, Katia Ricciarelli, Paola Gassman, Gino Bramieri e Domenico Modugno che fece realizzare, a quei tempi, l'incasso più alto di tutta la Calabria. Nel 1996 la struttura venne chiusa.
Nel 2010 l'edificio è stato acquistato dal comune di Palmi ed attualmente è in fase di ristrutturazione. 
Nel 2015 il cinema teatro Sciarrone è stato intitolato a Nicola Antonio Manfroce, come la struttura demolita nel 1938.

## Descrizione
A seguito della ristrutturazione dell’immobile in corso la struttura risulterà composta da:
- Sala cinema teatro "Francesco Cilea" (500 posti) con palcoscenico, fossa orchestrale mobile, e piccoli palchi laterali;
- Sala cinema "Vittorio Gassman" (80-100 posti) per proiezioni secondo le più moderne tecniche tri-quadri dimensionali.
- Tavernetta con servizi espositivi, convegnistica, caffè culturali.